# Millennium (film)
A Millennium egy 1989-ben bemutatott időutazásos sci-fi film Michael Anderson rendezésében, Kris Kristofferson, Cheryl Ladd, Robert Joy, Brent Carver, Al Waxman és Daniel J. Travanti főszereplésével. Az eredeti filmzenét Eric N. Robertson szerezte. A filmet a következő szlogennel hozták forgalomba: "A 35-ös járat fedélzetén tartózkodó emberek 1000 évvel távolabb landolnak, mint ahová tervezték".
A Millennium John Varley 1977-es "Air Raid" című novellája alapján készült. Varley 1979-ben kezdett el dolgozni a forgatókönyvön, majd a kibővített történetet 1983-ban Millennium címmel könyv alakban is kiadta.
A film egy légi balesetet vizsgáló nyomozót követ, aki egy nemrég történt baleset vizsgálata során különös, furcsa részletekre bukkan. Egy nőt küldenek vissza a jövőből az ő idejébe, hogy megpróbálja kisiklatni a nyomozását, mielőtt felfedné a titkukat.

## Cselekmény
|  | Alább a cselekmény részletei következnek! |

Különös repülőszerencsétlenség történik, melynek során összeütközik a levegőben két utasszállító repülőgép. A balesetnek nincsenek túlélői. A hatóságok azonnal megkezdik az események kivizsgálását. Az egyetlen támpont, ami segíthet, az a repülőgépek feketedoboza. Ám a feketedoboz tartalma sem segíti a kutatókat, inkább csak összezavarja, ugyanis rendkívül különös beszélgetést rögzített: A felvételen az hallható, ahogy a pilóta hátraküldi a másodpilótát az utastérbe, hogy vizsgálja meg a sérülés nagyságát. A másodpilóta azonban sokkosan rohan vissza, az alábbi mondatot kiabálva: "Meghaltak, mind meghaltak! Az utasok mind halottak!" További megmagyarázhatatlan és szokatlan esemény, hogy az összes halott utas órája visszafelé jár, legyen az hagyományos analóg mutatós- vagy kvarcóra.
Bill Smith baleseti specialista vezeti a kutatást, aki több hasonló különös baleset szakértője és egyben egy korábbi repülőgép-baleset egyetlen túlélője is. Ám legvadabb álmaiban sem gondolt arra, amit itt fog találni.
A távoli jövőben az embereket a kihalás fenyegeti, ahhoz, hogy új lakosokat szerezzenek, a múltból rabolnak el embereket. Hogy ne okozzanak időparadoxont, csak olyan embereket vihetnek el, akikre már nincs a múltban szükség, többek között lezuhanó repülőgépek utasait. Miután kimenekítették az utasokat, az ülésekbe a saját halottaikat helyezik. Ám a legutolsó akciójuk rosszul sül el, és egy fegyvert elhagynak a repülőn. Meg kell akadályozniuk, hogy a roncskutatók megtalálják, különben hatalmas időparadoxon történik.
A jövőből az egyik legtapasztaltabb ügynököt küldik el, Louise Baltimore-t, hogy visszaszerezze a fegyvert, ám ő a szabályokat megszegve beleszeret Billbe. Újabb és újabb időutazásokra lesz szükség ahhoz, hogy helyrehozzák az egyre nagyobbá váló kárt, amit okoztak. Végül kénytelenek felfedni kilétüket az emberek előtt. Bill is a jövőbe utazik, ez azonban olyan paradoxont indít el, hogy a jövő megsemmisül. Csak néhány szerencsés tud elmenekülni egy még távolabbi jövőbe, köztük van Bill és Louise is.

## Szereplők
- Kris Kristofferson – Bill Smith
- Cheryl Ladd – Louise Baltimore
- Daniel J. Travanti – Dr. Arnold Mayer
- Robert Joy – Sherman a Robot
- Maury Chaykin – Roger Keane
- Al Waxman – Dr. Brindle
- Lloyd Bochner – Walters
- Brent Carver – Coventry
- Susannah Hoffman – Susan Melbourne
- Victoria Snow – Pinky Djakarta
- Claudette Roche (mint Claudette Roach) – Inez Manila
- Bob Bainborough – Nyomozó
- Cedric Smith – Eli Seibel
- Edward Roy – Gantry Controller
- Gary Reineke – Carpenter
- Michael J. Reynolds – Jerry Bannister
- Chapelle Jaffe – Council Chamber Member, Stockholm
- Christopher Britton – Council Chamber Member, Buffalo
- Gerry Quigley – Council Chamber Member, Khartoum
- Leonard Chow – Council Chamber Member, Peking
- Jamie Shannon – fiatal Bill Smith